# Федоровский сельсовет (Липецкая область)
Федоровский сельсовет — сельское поселение в Елецком районе Липецкой области Российской Федерации.
Административный центр — село Каменское.

## История
Самой старшей деревне, Танеевке, более 200 лет. Сегодня это одно из самых маленьких сел. А когда-то, если посмотреть в «Экономических примечаниях Елецкого уезда 1778 года», это было владение помещика Танеева. В 1930 году здесь был организован колхоз «Волна революции». В деревне существовала начальная школа и проживало 773 человека.
В 1812 году основана деревня Барановка. Славилась она кружевоплетением. Вначале ей управлял барин Ростовцев. В 1930 году образовался колхоз «Красное поле». В Барановке располагался Федоровский сельсовет и начальная школа, проживало в деревне около 500 человек. В годы Великой Отечественной войны в деревне был расположен госпиталь, так как фронт находился всего в тридцати километрах. Погибших хоронили в Барановском саду. В братской могиле захоронено 1217 человек, а в братской могиле рядом с госпиталем -360.
В Барановке находится крупнейшее захоронение в Елецком районе времен Великой Отечественной войны.
Ныне в Барановке проживает 65 человек.
Есть на карте сельского поселения Федоровский сельсовет очень малочисленные деревеньки. Одна из них-Зыбинка, деревня в верховье речки Воронец. По переписи 1926 года-центр сельсовета, 60 дворов, 289 жителей, имелась восьмилетняя школа. Название деревни произошло из-за болотистого, зыбкого грунта на берегах речки.
В деревне Гудаловка в настоящее время никто не живет, а когда-то было более 20 дворов, численность населения приближалась к полутора сотням.
Многие деревни, к сожалению исчезли с карты поселения. Это Федоровка, Ульяновка, Макаровка, Лагофетовка, Быстровка и многие другие.
В 1921 году выходцами из села Слепуха Долгоруковского района был образован поселок Красный Октябрь. Уже через 10 лет здесь проживало 168 человек. Зимой 1930 года организован колхоз «Красный Октябрь», первым председателем которого стал Егор Федорович Меркулов. В 1960 году колхоз вошел в состав совхоза «Каменский». Сегодня в Красном Октябре- 19 хозяйств, проживают 60 человек.
Самая многочисленная деревня поселения – Ивановка. Здесь проживают 306 человек, насчитывается 106 хозяйств.
По одной из версий, некий князь Крутин привез на подаренную ему Екатериной Второй землю крестьян из города Иваново. В 1898 году недалеко от деревни была проложена железная дорога. В 1917 году управлял деревней барин Красовитый- справедливый человек, зря людей не обижал. В 1930 году был организован колхоз, председателем которого стал Трутнев.
В 1897 году была построена железнодорожная линия Елец-Касторная.Железнодорожная станция получила название от ближайшего села – Хитрово. В 50-60 годах здесь работала начальная школа. В настоящее время здесь проживают 155 человек, 66 хозяйств.
Центральная усадьба поселения- село Каменское, современное село с благоустроенными квартирами.
В 1924- году был организован совхоз, в 1936 году заложены первые птичники (в годы войны они были сожжены).В 60-е годы все было восстановлено. В 1981 году путем слияния хозяйств были объединены в одно- «Светлый путь». Сейчас в селе проживает 1312 человек, а всего на территории поселения Федоровский сельсовет Елецкого района 1940 человек.
Статус и границы сельского поселения установлены Законом Липецкой области от 23 сентября 2004 года № 126-ОЗ «Об установлении границ муниципальных образований Липецкой области»

## Население
| 2010  | 2012  | 2013  | 2014  | 2015  | 2016  | 2017  |
| ----- | ----- | ----- | ----- | ----- | ----- | ----- |
| 1947  | ↘1941 | ↘1929 | ↘1923 | ↘1894 | ↘1889 | ↗1901 |
| 2018  | 2021  |       |       |       |       |       |
| ↘1893 | ↘1824 |       |       |       |       |       |

## Состав сельского поселения
| № | Населённый пункт | Тип населённого пункта       | Население |
| - | ---------------- | ---------------------------- | --------- |
| 1 | Барановка        | деревня                      | 60        |
| 2 | Гудаловка        | деревня                      | 0         |
| 3 | Зыбинка          | деревня                      | 25        |
| 4 | Ивановка         | деревня                      | 321       |
| 5 | Каменское        | село, административный центр | ↗1351     |
| 6 | Красный Октябрь  | посёлок                      | 44        |
| 7 | Танеевка         | деревня                      | 1         |
| 8 | Хитрово          | железнодорожная станция      | 145       |